# Art Monk
James Arthur "Art" Monk (White Plains, Nueva York; 5 de diciembre de 1957) es un exjugador de fútbol americano. Jugó como wide receiver en la National Football League para los equipos Washington Redskins, New York Jets y Philadelphia Eagles.  Monk fue elegido al Salón de la Fama del Fútbol Americano Profesional en 2008.
Es un familiar lejano del pionero del Thelonious Monk.

## Carrera universitaria
Monk asistió a la Universidad de Syracuse, jugando para el equipo de fútbol americano de la universidad, los Syracuse Orange de 1976 a 1979).  Fue el líder del equipo en recepciones en n 1977, 1978 y 1979 y aún permanece entre los mejores 10 en las listas de marcas de Syracuse, incluyendo recepciones de por vida (sexto), yardas por recepción de todos los tiempos (séptimo) y promedio de yardas por partido (noveno).  En su estancia en Syracuse, Monk se graduó del Colegio de Artes Visuales.

## Carrera profesional
Monk fue seleccionado en la primera ronda del Draft de 1980 por los Washington Redskins.  Durante su año como novato, fue elegido de manera unánime al equipo All-Rookie  con 58 recepciones, que fue una nueva marca para un novato en los Redskins.
En 1984, Monk atrapó 106 recepciones (entonces una marca de la NFL) para ganar 1.372 yardas logrando tener su mejor temporada profesional. Atrapó ocho o más pases en seis partidos, en cinco partidos ganó más de 100 yardas, y en un partido en contra de los San Francisco 49ers atrapó diez pases para 200 yardas.  Esa temporada, fue nombrado como el MVP de su equipo y ganó su primera selección a un Pro Bowl. Monk sobrepasó la marca de las 1000 yardas en las siguientes dos temporadas, convirtiéndose en el primer receptor de los Redskins en conseguir tres temporadas con más de 1000 yardas. También se convirtió en el primer jugador de los Redskins en atrapar 70 pases o más en tres temporadas consecutivas.  En 1989, fue parte del prolífico trío de wide receivers (junto con Gary Clark y Ricky Sanders) apodado The Posse," quienes se convirtieron en el segundo trío de wide receivers en la historia de la NFL en conseguir más de 1000 yardas en la misma temporada.
Durante las 14 temporadas de Monk con Washington, los Redskins ganaron tres Super Bowls (XVII, XXII y XXVI) y solo tuvieron tres temporadas con marca perdedora.  Fue seleccionado como All-Pro en 1984, 1985 y 1986.  Jugó en el Pro Bowl en 1984, 1985 y 1986.
A lo largo de sus 16 temporadas como profesional con los Redskins, New York Jets y Philadelphia Eagles, Monk atrapó más de 50 pases en nueve ocasiones y en cinco veces ganó más de 1000 yardas por recepciones.  En 1992, al conseguir su recepción número 820, Monk se convirtió en el entonces líder de todos los tiempos de la NFL en recepciones.
Monk terminó su carrera deportiva profesional con 940 recepciones para 12.721 yardas y 68 touchdowns, junto con 332 yardas por tierra.  Fue el primer jugador en la historia de la NFL en conseguir más de 100 recepciones en una temporada y más de 900 recepciones a lo largo de una carrera deportiva completa.  Su marca de más recepciones (940) fue superada por Jerry Rice en 1995 durante la última temporada de Monk en la NFL.  Monk se convirtió en el líder de recepciones de la historia de la liga en un partido de Lunes por la Noche en contra de Denver el 12 de octubre de 1992, con su recepción 820.  Fue el primer jugador en sobrepasar las 900 recepciones de por vida y se retiró con la marca de más recepciones en una temporada (106) y con la mayor cantidad de partidos consecutivos con por lo menos una recepción (183).  Fue elegido al Equipo de la Década de 1980 de la NFL.  Monk también se convirtió en el primer jugador en la liga en tener una recepción de touchdown en 15 temporadas consecutivas así como fue el primer jugador en conseguir por lo menos 35 recepciones en 15 temporadas consecutivas. A lo largo de sus 14 temporadas con los Redskins, Monk convirtió casi dos tecrios de sus 888 recepciones en primeras oportunidades.
El 2 de agosto de 2008, Art Monk, junto con su compañero de equipo con los Washington Redskins Darrell Green, fueron elegidos al Salón de la Fama del Fútbol americano Profesional. En su inducción en el Salón de la Fama, Monk recibió la ovasión más larga en la historia del Salón de la Fama, durando esa ovasión cuatro minutos y cuatro segundos.

## Después de su carrera deportiva

### Negocios
Monk es un ejecutivo y cofundador de la compañía Alliant Merchant Services, ubicada en la parte norte del estado de Virginia.

### Servicio comunitario
Monk ayudó a fundar la Good Samaritan Foundation con sus compañeros de Washington Charles Mann, Tim Johnson y Earnest Byner.